# Kana Imōto
Kana Imōto (加奈～いもうと～?  "Kana: Hermana Pequeña") es una novela visual desarrollada y publicada por D.O. en 1999. Su versión en inglés fue publicada en 2002 por la compañía G-Collections.
El juego fue originalmente desarrollado para Windows. En 2001 se publicó también una versión para Mac OS. En 2003, la empresa Panther Software anunció que lanzaría una versión para Xbox, la cual fue cancelada en mayo del 2005 luego de múltiples retrasos en su producción.
En 2004 se lanzó Kana… Okaeri‼ (加奈⋯おかえり！！?  "Kana... Bienvenida!!"), una nueva versión del juego que mantiene la historia original y añade diseños nuevos para los personajes, además de doblaje de voz completo para los diálogos.
El 7 de octubre de 2010 el juego se relanzó para PSP. Esta versión conserva el diseño original de los personajes pero cuenta con un nuevo doblaje.

## Jugabilidad
Kana Imōto es una novela visual, y pertenece al subgénero de "nakige" o novelas que incluyen eventos trágicos y emotivos. Su jugabilidad se limita principalmente a la narración y los diálogos de la historia, que se muestran como texto por encima de los personajes y el lugar donde se encuentran. También dispone de música y efectos sonoros; la versión original no cuenta con doblaje de voz. El juego ocasionalmente presenta al jugador con decisiones que debe tomar; estas decisiones afectan el rumbo de la trama y determinan, en última instancia, cuál es el final que obtendrá el jugador. Las versiones originales contienen algunas escenas pornográficas, las cuales fueron descartadas para la versión de PSP. Completar una ruta del juego lleva entre 5 a 10 horas.

## Trama
La historia es relatada desde la perspectiva de Takamichi, un joven estudiante de universidad, y comienza cuando su hermana menor Kana está a punto de empezar los últimos tres años de secundaria.
El juego tiene seis finales distintos. Las elecciones que haga el jugador durante el juego determinan la dirección de la historia y el final que se obtenga. Estas elecciones también determinan el tipo de relación entre Takamichi y Kana, así como las perspectivas de vida de Kana.
Los finales se pueden agrupar en cuatro categorías:
- El "mejor final": Final 1, "El Primer Adiós"
- El "final normal": Final 2, "Recuerdos"
- El "final de Yumi": Final 3, "Saliendo del Laberinto"
- Los "finales intelectuales": Final 4, "Nieve"; Final 5, "Memorias"; y Final 6, "Vive Ahora".

## Personajes principales
Tōdō Takamichi (藤堂 隆道?): el protagonista de la historia. Cuida de su pequeña hermana devotamente.
Tōdō Kana (藤堂 加奈?): la hermana menor de Takamichi. Sufre de insuficiencia renal crónica, por lo cual pasa la mayor parte del tiempo en el hospital. No tiene muchos amigos y es bastante dependiente de su hermano.
Kashima Yumi (鹿島 夕美?): una chica que asiste a la misma escuela que Takamichi. Su relación es amigable hasta que ocurre un incidente entre ellos en quinto grado; Takamichi comienza a odiarla después de esto, a pesar de que Yumi lo considera como una posible pareja.
Kondō Miki (近藤 美樹?): la enfermera que cuida de Kana en el hospital desde que ella era una niña.
Itō Yūta (伊藤 勇太?): uno de los compañeros de clase de Kana. En su primer encuentro ella llamó su atención debido a su timidez y su frecuente inasistencia a clases. Luego comenzó a interesarse románticamente en ella, sintiéndose culpable por su comportamiento anterior. Por ello busca proteger a Kana de las burlas en la escuela, y busca el permiso de Takamichi para salir con ella. A Kana no le simpatiza; simplemente se muestra tímida y silenciosa en su presencia.

## Recepción
Kana Imōto se volvió relativamente conocido dentro de la comunidad de jugadores de eroge. Al momento de su lanzamiento tuvo críticas mixtas; algunas reseñas criticaron la trama y el estilo artístico del juego, y otras acusaron a los desarrolladores de sexualizar las relaciones con menores debido a la apariencia de Kana. En ciertas publicaciones se detalla que Kana Imōto y otros juegos similares del estudio Key era considerados como "obras maestras" del género a fines de la década de 1990.
La trama, conocida por ser "deprimente" y conmovedora, fue bien recibida por los críticos. Escribiendo para IGN Japan, Au Yeung Yu Leung elogió al juego por su forma de mostrar el aspecto emocional de la relación entre Takamichi y Kana, y por su habilidad para resaltar el valor de la vida. También mencionó, así como hicieron otros críticos, la capacidad del juego de hacer que el jugador sienta el mismo dolor emocional y empatía que sienten los personajes, gracias a la narración y la descripción psicológica del protagonista.
Algunas publicaciones criticaron el hecho de que Kana y Takamichi no sean hermanos consanguíneos; según los críticos esto parecería ser una decisión de los desarrolladores justificada solamente por la posible reacción del público frente a una relación "verdaderamente incestuosa".